# Sobralia lowii
Sobralia lowii är en orkidéart som beskrevs av Robert Allen Rolfe. Sobralia lowii ingår i släktet Sobralia och familjen orkidéer.
Artens utbredningsområde är Colombia. Inga underarter finns listade i Catalogue of Life.